# Václav Vach
Václav Vach (28. července 1900 – ???) byl český a československý politik Komunistické strany Československa a poslanec Ústavodárného Národního shromáždění a Národního shromáždění ČSR.

## Biografie
V listopadu 1945 byl kooptován za člena Ústředního výboru Komunistické strany Československa. V roce 1946 se uvádí jako rolnik, bytem Oskořínek u Nymburka.
V parlamentních volbách v roce 1946 byl zvolen poslancem Ústavodárného Národního shromáždění za KSČ. V parlamentu setrval do konce funkčního období, tedy do voleb do Národního shromáždění roku 1948, v nichž byl zvolen do Národního shromáždění za KSČ ve volebním kraji Mladá Boleslav. Zasedal zde do konce funkčního období, tedy do voleb do Národního shromáždění roku 1954.